# Liste de zoos au Japon

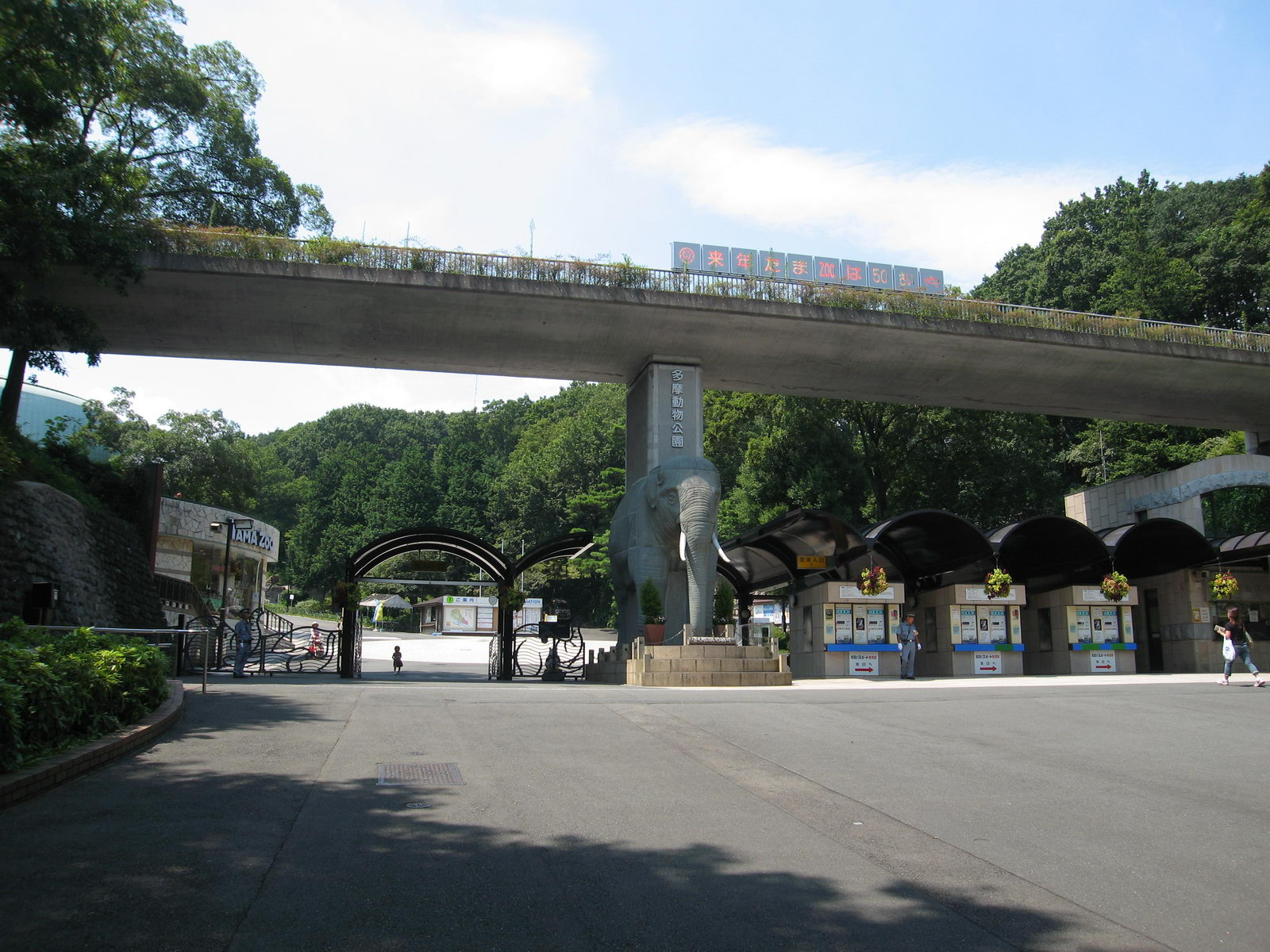
Parc Zoologique Tama

Ceci est une liste partielle de zoos au Japon. Pour les aquariums, voir la Liste d'aquariums au Japon.
Les zoos sont principalement des installations où les animaux sont confinés dans des enclos et montrés au public, et dans lequel ils peuvent également être utilisés pour la reproduction. Ces installations comprennent des zoos,des parcs safari, animaux de parcs à thème, des volières,des papillonneraie, des centres de reptiles, ainsi que des sanctuaires de la faune et des réserves naturelles où les visiteurs sont autorisés.

## Préfecture d'Aichi
- Zoo et jardin botanique de Higashiyama, Nagoya

## Préfecture d'Akita
- Zoo Akita Omoriyama, Akita, Akita

## Préfecture de Chiba
- Parc Zoologique Chiba, Chiba, Chiba [1]
- Jardin Zoologique & Botanique Ichikawa, Ichikawa, Chiba [2]

## Préfecture de Fukui
- Parc Zoologique Sabae Nishiyama, Sabae, Fukui

## Préfecture de Gunma
- Zoo Kiryugaoka, Kiryu, Gunma

## Hokkaidô
- Zoo d'Asahiyama, Asahikawa, Hokkaidô
- Zoo Kushiro, Kushiro, Hokkaidô
- Parc à ours Noboribetsu, Noboribetsu, Hokkaidô [3]
- Zoo Obihir, Obihiro, Hokkaido
- Zoo Sapporo Maruyama, Sapporo [4]

## Préfecture de Hyogo
- Zoo Oji, Kobe
- Aquarium municipal de Himeji, Himeji

## Préfecture d'Ibaraki
- Jardin Zoologique Hitachi Kemine, Hitachi, Ibaraki

## Préfecture d'Ishikawa
- Zoo Ishikawa, Nomi, Ishikawa

## Préfecture d'Iwate
- Parc Zoologique Morioka, Morioka, Iwate

## Préfecture de Kagoshima
- Parc Zoologique de Hirakawa, Kagoshima

## Préfecture de Kanagawa
- Jardins Zoologiques de Kanazawa, Yokohama
- Zoo de Nogeyama, Yokohama
- Zoo de Odawara, Odawara, Kanagawa
- Zoo de Yokohama (Zoorasia), Yokohama
- Parc Zoologique de Yumemigasaki, Kawasaki, Kanagawa

## Préfecture de Kumamoto
- Cuddly Dominion, Aso, Kumamoto

## Préfecture de Kyoto
- Zoo Municipal de Kyoto, Kyoto

## Préfecture de Miyagi
- Parc Zoologique de Yagiyama, Sendai

## Préfecture de Nagano
- Zoo de Nagano Chausuyama, Nagano, Nagano
- Musée Alpin de Omachi, Omachi, Nagano
- Zoo de Suzaka, Suzaka, Nagano

## Préfecture de Nagasaki
- Nagasaki Biopark, Saikai, Nagasaki
- Parc Zoologique et Jardin Botanique de Sasebo, Sasebo, Nagasaki

## Préfecture d'Okayama
- Zoo de Ikeda, Okayama, Okayama
- Institut de Recherche sur les Grands Singes de Hayashibara, Tamano, Okayama

## Préfecture d'Okinawa
- Zoo et muséum d'Okinawa, Okinawa

## Préfecture d'Osaka
- Musée Insectarium de la Ville de Kashihara, Kashiwara, Osaka
- Misaki Koen, Sennan, Osaka
- Zoo de Satsukiyama, Ikeda, Osaka
- Zoo de Tennoji, Osaka

## Préfecture de Saitama
- Zoo de Miyazawako Nakayoshi, Hannō, Saitama

## Préfecture de Shimane
- Parc Matsue Vogel, Matsue, Shimane

## Préfecture de Tochigi
- Zoo de Utsunomiya, Utsunomiya, Tochigi

## Préfecture de Tokushima
- Zoo Municipal de Tokushima , Tokushima, Tokushima

## Tokyo
- Zoo de Ueno, Ueno, À Tokyo
- Tokyo Sea Life Park

## Zoos de fiction
- Zoo de Oumagadoki